# 알렉스 투
알렉스 투(영어: Alex To, 본명(本名)은 알렉스 델피노(영어: Alex Delfino), 중문명(中文名)은 두더웨이(중국어: 杜德偉, 두덕위), 1962년 2월 10일 ~ )는 홍콩에서 활동하는 캐나다 국적의 가수, 작사가, 배우, 기업가이다.

## 생애
홍콩에서 필리핀인 아버지와 중국인 어머니 사이에서 출생하였으며 그의 모계(母系) 중국인 외가(外家) 친척 원적지는 중화인민공화국 상하이이다. 그는 홍콩에서 출생하였고 지난날 한때 중화인민공화국 상하이에서 잠시 유아기를 보낸 적이 있다. 1986년 홍콩에서 가수로 첫 데뷔하였으며 이듬해 1987년 홍콩 영화 《불야천(不夜天)》의 조연으로 영화배우 데뷔하였고 이어 같은 해 홍콩, 대만 합작 영화 《애정미어(愛情謎語)》에도 조연하였으며 뒤이어 같은 해부터 홍콩의 텔레비전 드라마에도 출연하기 시작하였다. 이후 중화인민공화국 홍콩 특별행정구, 중화민국 타이완, 중화인민공화국 본토, 캐나다에서 가수, 영화배우, 텔레비전 연기자로 두루 활약하였다. 그는 필리핀계 캐나다인이다.